# П'єтро Торріджано

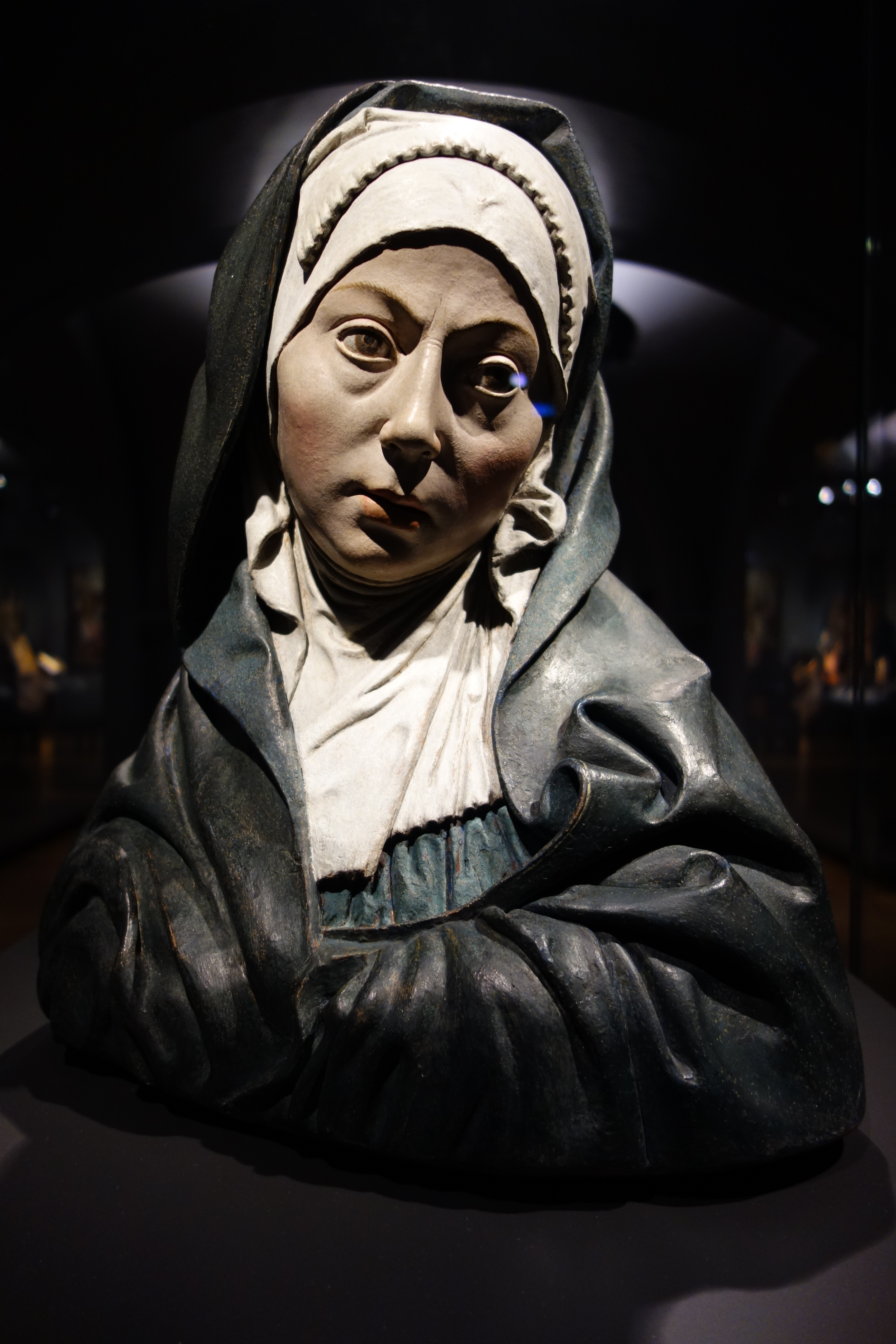
«Mater Dolorosa» (Державний музей, Амстердам)

П'єтро Торріджано (італ. Pietro Torrigiano; 24 листопада 1472 — липень/серпень 1528) — італійський скульптор епохи Відродження з Флоренції, якому довелося втекти з міста після того, як він зламав ніс Мікеланджело. Пізніше він працював за кордоном, а помер у в'язниці в Іспанії. Він відіграв важливу роль у впровадженні мистецтва епохи Відродження в Англії, але на його кар'єру негативно вплинув його бурхливий темперамент.

## Напад на Мікеланджело
Торріджано народився у Флоренції. За словами Джорджо Вазарі, він був одним із групи талановитих юнаків, які вивчали мистецтво під патронатом Лоренцо Медічі у Флоренції.
Бенвенуто Челліні, повідомляючи про розмову з Торріджано, розповідає, що той із Мікеланджело, ще юнаками, копіювали фрески Мазаччо в каплиці Карміна, коли якесь зневажливе зауваження Мікеланджело настільки розлютило Торріджано, що той вдарив Мікеланджело по носі, зламавши його. Наслідки травми помітні на всіх портретах Мікеланджело. За словами Челліні, Торріджано сказав:
«Ми з [Мікеланджело] Буонарроті, коли були хлопчиками, ходили до церкви Кармін, щоб навчитися малювати в капелі Мазаччо. У Буонарроті була звичка жартувати над усіма, хто там малював; і одного дня, (…) коли він мене дражнив, я розлютився більше, ніж зазвичай, і, стиснувши кулак, так вдарив його по носі, що я відчув, як кістки та хрящі зім'ялися під моїми кісточками, як печиво; і цю мою мітку він понесе з собою й у могилу»

Друг Мікеланджело, Вазарі, казав, що Торріджано спровокував бійку, спонуканий заздрощами, тож він був змушений тікати з Флоренції через свій вчинок.
Торріджано, який зав'язався з Мікеланджело та почав заздрити його видатним виданням у мистецтві, одного разу, глумлячись над нашим художником, завдав йому такого сильного удару в обличчя, що його ніс був зламаний і розтрощений у спосіб, від якого він ніколи не міг би одужати, і так його помітили на все життя; після чого Торріджано вигнали із Флоренції
Далі він каже, що про напад повідомили Лоренцо Медічі, який був «настільки розлючений проти кривдника, що якби Торріджано не втік із Флоренції, він, без сумніву, наклав би на нього дуже суворе покарання».
Незалежно від того, чи він таки був «вигнаний», невдовзі по цьому Торріджано відвідав Рим і допоміг Пінтуріккйо в моделюванні складних ліпних декорацій в апартаментах Борджіа для папи Олександра VI.

## В Англії

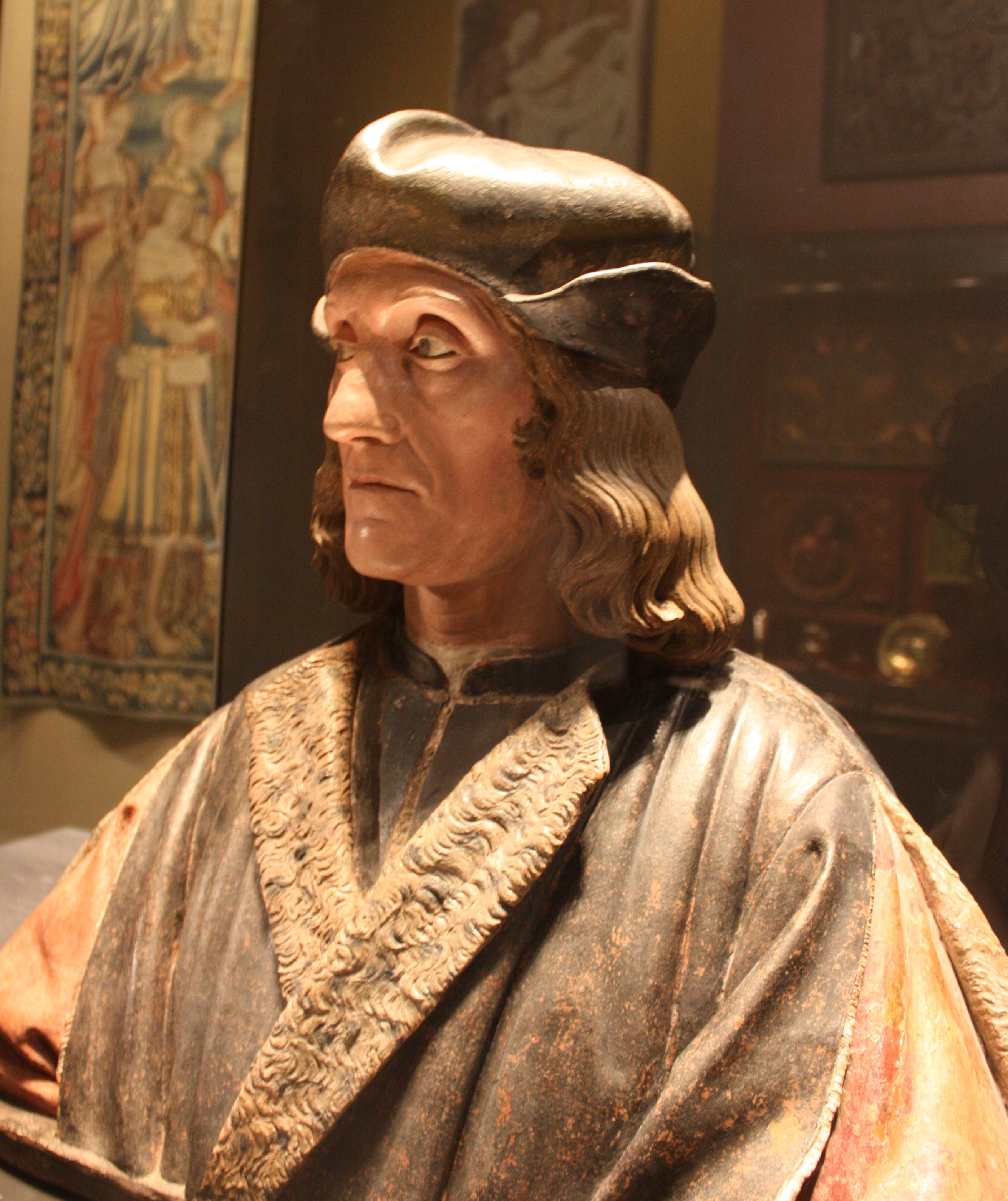
Теракотовий бюст Генріха VII, виконаний Торріджано

Через деякий час, проведений як найманий солдат на службі в різних держав, Торріджано запросив до Англії, можливо, молодий Генріх VIII відразу після смерті свого батька, Генріха VII. Торріджано виготовив теракотові скульптури, що зображують Генріха VII, Генріха VIII та священика Джона Фішера. Ймовірно, він також створив дуже реалістичне похоронну статую Генріха VII. У 1510 році йому доручили створити надгробний пам'ятник леді Маргарет Бофорт, матері Генріха VII, працюючи за «патронами» або візерунками Мейннарта Вевіка.

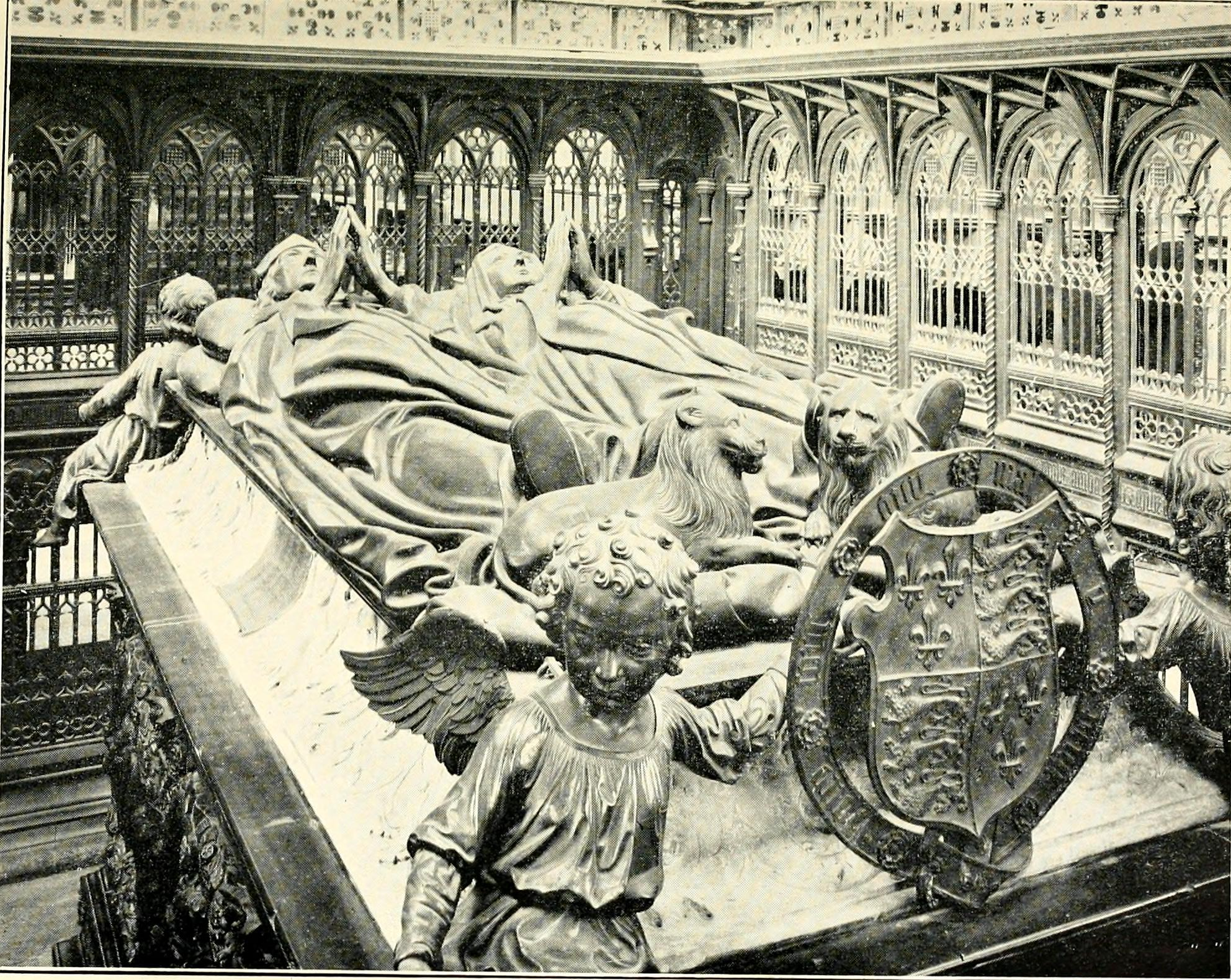
Гробниця Генріха VII (Вестмінстерське абатство)

Після успіху цієї роботи він отримав замовлення на чудовий пам'ятник Генріху VII та його королеві Єлизаветі, який досі існує в Каплиці Леді Генріха VII Вестмінстерського абатства. Здається, це було розпочато в 1512 році, але не було завершено до 1517 року. Обидві скульптури добре змодельовані, і немає жодних сумнівів, що голова короля є чудовим посмертним портретом. Джон Поуп-Геннессі назвав її «найкращою гробницею епохи Відродження на північ від Альп».
Пізніше Торріджано отримав замовлення на вівтар, ретабло і балдахін, які стояли на заході, поза ширмою пам'ятника Генріху VII. Цей твір було знищено пуританами в XVII столітті. Вівтар мав мармурові пілястри по кутах, дві з яких існують досі, а під мензою була фігура мертвого Христа в натуральну величину, розписана теракотою. Ретабло складався з великого рельєфу Воскресіння. Балдахін був із мармуру, з позолоченою бронзою; частина його фриза все ще існує, як і велика кількість фрагментів теракотових ангелів, які увінчували балдахін, і частини великої фігури Христа.

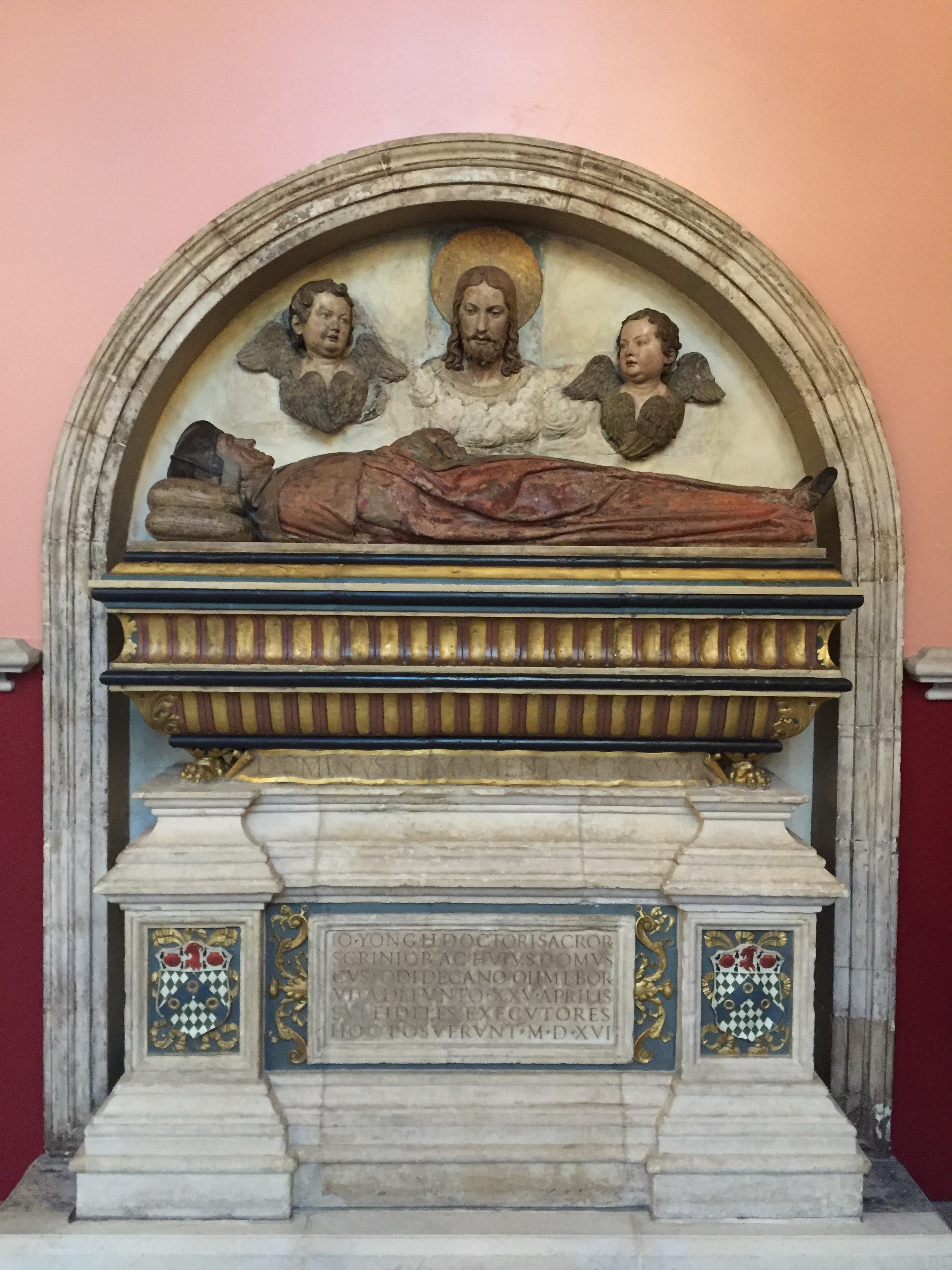
Пам'ятник доктору Джону Йонгу (Dr John Yonge), майстру сувоїв, виставлений у бібліотеці Могана Королівського коледжу Лондона

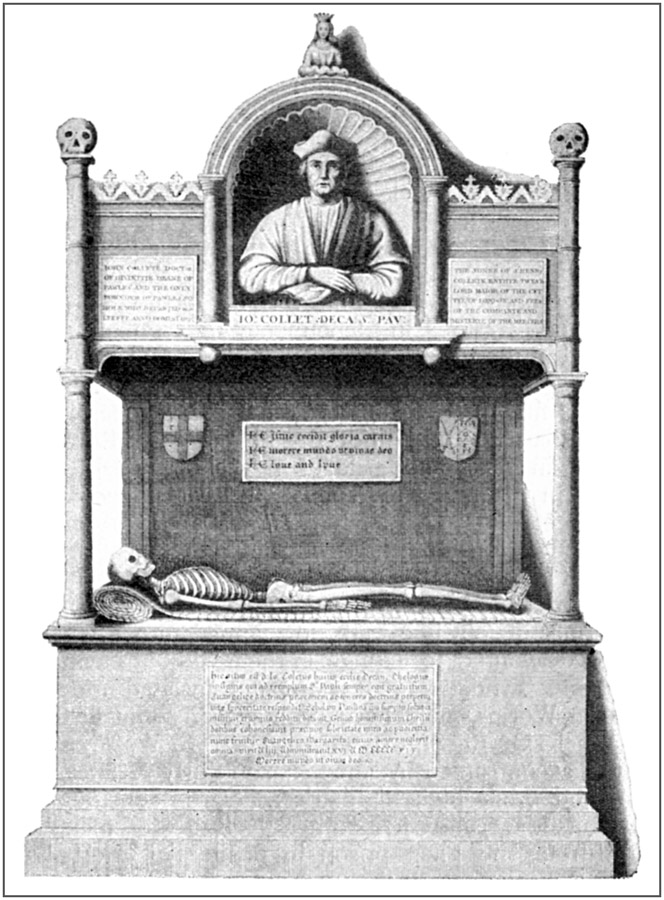
Могила Джона Колета, DD, декана Св. Павла (За Голларом)

Генріх VIII також доручив Торріджано зробити для нього чудовий надгробний пам'ятник, дещо подібний до пам'ятника Генріха VII, але на одну чверть більший, для розміщення в каплиці у Віндзорі; однак пам'ятник так і не був завершений, і його багата бронза була розплавлена Співдружністю разом із бронзою могили Вулсі (Wolsey). Відписки до цих різноманітних робіт все ще існують і надруковані Нілом (англ. Neale), Вестмінстерське абатство (Лондон, 1818). Ці цікаві документи написані англійською мовою, і в них флорентієць називається «Петер Торрисані» (англ. Peter Torrysany). За пам'ятник Генріху VII Торріджано домовився отримати 1500 фунтів стерлінгів, за вівтар і його аксесуари — 1000 фунтів стерлінгів і 2000 фунтів стерлінгів за пам'ятник Генріху VIII.
Торріджано також було доручено працювати над пам'ятником доктору Джону Йонгу (пом. 1516), майстру сувоїв за часів Генріха VIII, який був похований у теперішній бібліотеці Могана. Можливо, він також відповідальний за могилу Джона Колета, яка була знищена під час пожежі в Лондоні 1666 року, але, ймовірно, збереглася у вигляді зліпка голови.

## Повернення до Італії та Іспанії
Поки тривали ці королівські роботи, Торріджано відвідав Флоренцію, щоб отримати кваліфікованих помічників. Він намагався спонукати Бенвенуто Челліні приїхати до Англії, щоб допомогти йому, але Челліні відмовився частково через свою неприязнь до брутальних і пихатих манер Торріджано. Челліні писав,
Цей чоловік мав чудову особистість і надзвичайно зарозумілий дух, мав вигляд великого солдата, а не скульптора, особливо у його палких жестах і дзвінкому голосові, а також у звичці насупити брови, яка могла налякати будь-яку мужню людину. Щодня він розповідав про свої хоробрі подвиги серед цих звірів англійців
Коли він почув історію про те, що Торріджано зробив з Мікеланджело, Челліні сказав, що більше не міг «терпіти його вигляд».
Останню частину життя Торріджано провів в Іспанії, особливо в Севільї, де, окрім намальованої фігури святого Ієроніма в музеї, досі існує кілька його теракотових скульптур. Його агресивний характер призвів до труднощів з іспанською інквізицією, і він помер у 1528 році у в'язниці.
За словами Вазарі, герцог Аркосський обдурив Торріджано, не заплативши за скульптуру Богородиці з немовлям. Щоб помститися за те, що його обдурили, Торріджано сам понівечив роботу своїм різцем, після чого герцог, вважаючи себе ображеним, засудив Торріджано як єретика. В інших історіях розказується, що він вирізав Богородицю та зробив помилку, після чого зіпсував статую через роздратування, і в результаті його побачили священнослужителі та звинуватили. Вазарі неправильно датує його смерть 1522 роком.

## Виноски
1. ↑  RKDartists
2. ↑  Encyclopædia Britannica
3. ↑  https://www.biografiasyvidas.com/biografia/t/torriggiano.htm
4. ↑  Pietro Torrigiani
5. ↑  Swartz A. Pietro marchese Torrigiano — 2007.
6. 1 2  Torrigiani, Pietro, or Pedro, or Petir. Benezit Dictionary of Artists (англ.). doi:10.1093/benz/9780199773787.001.0001/acref-9780199773787-e-00184294. Процитовано 17 жовтня 2022.
7. 1 2 3 4 5  Chisholm, 1911.
8. 1 2 3  Cellini, B, Autobiography, trans John Addington Symonds, New York, Appleton, 1904, pp.18-19.
9. 1 2 3  Vasari, G, Lives of Seventy of the Most Eminent Painters, Sculptors & Architects — Vol. 4, E. H. Blashfield & A. A. Hopkins (eds), Charles Scribner's Sons, New York, 1902, p.47.
10. 1 2 3  Wyatt, Michael, The Italian Encounter with Tudor England: A Cultural Politics of Translation, Cambridge University Press, 2005, p.47.
11. ↑  Foister, Susan (2003). Vewicke [Waywike; Wewoke], Maynard - Oxford Art. www.oxfordartonline.com (англ.). doi:10.1093/gao/9781884446054.article.t089182. Процитовано 6 квітня 2019.
12. ↑  П'єтро Торріджано в онлайн-версії «Encyclopædia Britannica».  (англ.)